# Thina Curtis
Elaine Cristina Silva (Santo André, 11 de fevereiro de 1975) conhecida como Thina Curtis e Dona Fanzine é uma poeta, fanzineira, quadrinista, arte educadora e produtora cultural brasileira. Trabalha com fanzines e atividades em prol das publicações independentes desde 1990.
Em 2011, Thina idealizou o projeto Fanzinada, considerado um dos mais importantes eventos do país no que tange aos fanzines. O Fanzinada promove encontros de escritores, quadrinistas, ilutradores e produtores que expõem suas obras e fanzines, além de contar com palestras, debates e feira cultural. O projeto tem ainda o objetivo de resgatas a memória dos fanzines e de seus autores. Foi colunista do site Impulso HQ, publicando matérias e resenhas.
Em 2020, Thina publicou, ao lado de Márcio Sno, João Francisco Aguiar e Jô Feitosa, o livro Zines no Cárcere, no qual os autores contam suas experiências coordenando oficinas de fanzines para para pessoas privadas de liberdade. A proposta principal do livro, que foi organizado por Sno, é mostrar a produção criativa dentro dos presídios e como é trabalhar com arte educação nesses espaços.
Em 2023, durante a Comic Con Experience, lançou o livro BraZineiras: o protagonismo feminino nos fanzines, trazendo o relato de 36 mulheres.

## Prêmios
Thina já foi indicada duas vezes ao Troféu HQ Mix pelo evento Fanzinada e recebeu o Troféu Arte em Movimento, a maior premiação nacional e latina para artistas independentes. Além disso, em 2017 ganhou, ao lado de Fabi Menassi, o Prêmio Angelo Agostini de melhor fanzine pela publicação Café Ilustrado, editado pelas duas artistas.

## Homenagens
Em 2019, foi homenageada com criação do espaço Fanzinoteka Municipal de Barueri Thina Curtis dentro da Gibiteka Professor Max Zendron e o “Acervo Feminista Thina Curtis" dentro do Instituto Federal Fluminense em Macaé, Rio de Janeiro.
Em 2024, ganhou o Trofeuzine de Mestra do Fanzine Nacional do  II Prêmio Nacional Ciberpajelanças de Fanzines e Artezines, uma ação de extensão do Grupo de Pesquisa @cria_ciber da Faculdade de Artes Visuais da Universidade Federal de Goiás, coordenadopor  Edgar Franco.